# Vie après la mort
Pour les articles homonymes, voir Outre-tombe.

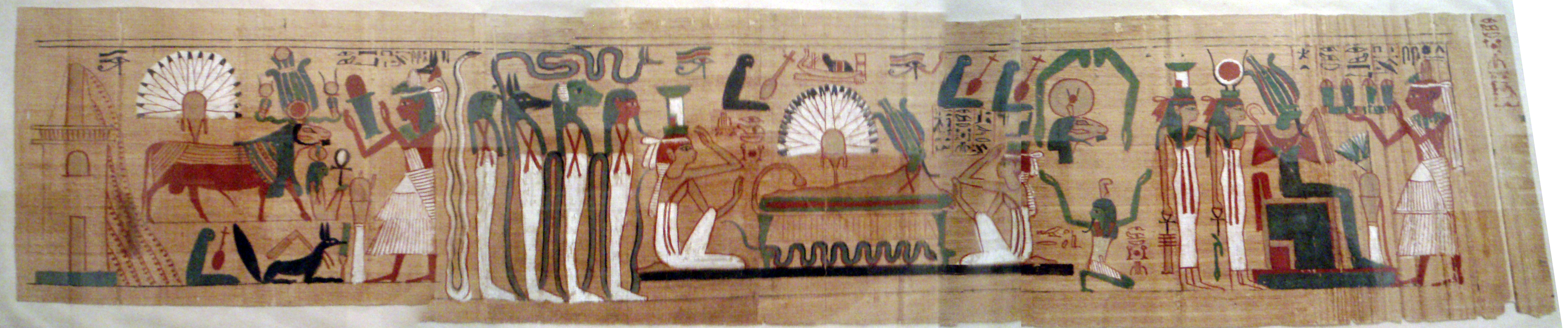
Papyrus égyptien décrivant le voyage après la mort.

La vie après la mort, aussi appelée l'après-vie, l'existence post-mortem, l'outre-mort, la vie dans l'au-delà, la vie éternelle est l'hypothèse de la survivance de l'esprit, de l'âme ou de la conscience d'un être vivant après la mort. Les concepts d'esprit et de conscience font l'objet de controverses et la position scientifique majoritaire est qu'il n'existe pas de preuve de l'existence d'une vie après la mort.
L'étude religieuse du destin de l'âme après la mort s'appelle « eschatologie individuelle » (du grec ancien : ἔσχατος / Eschatos,  en français « dernier » et logos « parole »). L'eschatologie est donc la doctrine qui concerne les fins dernières, les temps ultimes, soit de l'individu après sa mort soit de l'humanité à son extinction (eschatologie humaine), soit du monde à sa disparition (eschatologie cosmique).

## Historique
Il existe une documentation volumineuse sur cette question depuis des siècles, principalement de source religieuse. Il existe cependant quelques études ethnologiques et des thèses philosophiques. Divers traditions et courants de pensées s'intéressent à cette question, comme le chamanisme, le lamaïsme, le spiritisme, la théosophie, le rosicrucianisme (les Rose-Croix) ou l'anthroposophie. Il existe aussi des témoignages populaires concernant les manifestations de défunts ou des expériences de mort imminente.

### Questions sur la mort et l'immortalité
Toutes les civilisations, depuis la préhistoire, ont laissé des traces de croyances en une existence après la mort, chacune avec sa propre perception de l'immortalité, de l'esprit, de la rétribution des âmes et du sens de la vie. Ainsi, la croyance en la survie de l'âme, autant que le respect des défunts, sont à l'origine des divers rites funéraires,.
Quantité de philosophes et de théologiens ont développé des raisonnements pour prouver l'existence de l'âme et son immortalité ou sa survivance. Platon, dans le Phédon, a avancé cinq preuves ou raisonnements :
1. par les opposés (69-72 : « les vivants naissent à partir des morts », donc l'âme existe après la mort),
2. par la réminiscence (72-78 : « notre âme existe avant même d'arriver dans un corps », elle a appris dans un temps antérieur, alors qu'elle n'était pas dans une forme humaine, et elle peut s'en souvenir),
3. par l'affinité (78-84 : « l'âme ressemble au divin », or ce qui est divin est immortel ; d'autre part, après la mort, l'âme va à son semblable, le divin, l'immortel, le sensé),
4. par l'harmonie (84-86 : un corps n'est vivant que par le mélange bien composé de propriétés opposées, c'est-à-dire la vie, c'est-à-dire l'âme),
5. par l'essence (102-107 : il est de la nature de l'âme d'être immortelle, indestructible, incorruptible).

Le raisonnement intellectuel envisage aussi des analogies avec certains phénomènes naturels. Ainsi, la mort serait comme le sommeil (suivi du réveil), comme l'hiver (suivi du printemps). Le principe de l'enfouissement des corps n'est pas sans rappeler non plus celui des graines en agriculture.

## Témoignages
De tout temps, des contacts sont allégués avec les défunts. Pline le Jeune a laissé une célèbre histoire de fantôme. Victor Hugo a décrit exhaustivement - et même horodaté - ses dialogues avec l'au-delà dans Le livre des tables qu'il a écrit à Jersey. Bertrand Russell lui-même, dont le scepticisme entendait examiner toute hypothèse, prend acte de ces allégations, mais précise : « ces témoignages pourraient établir que nous survivons, mais ne prouveraient pas pour autant que nous survivons éternellement ». Les expériences vécues peuvent être classées en plusieurs catégories :

### Les expériences spirites

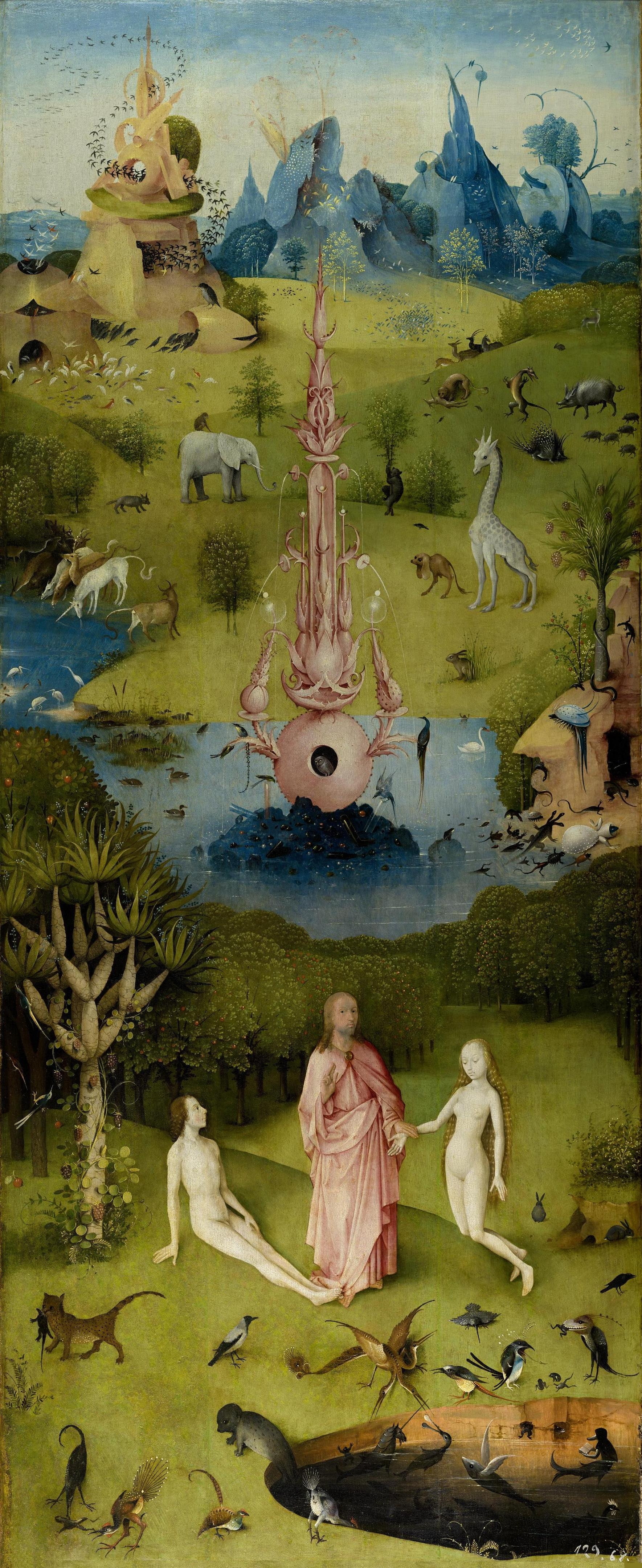
Le jardin d'Eden peinture de Jérôme Bosch.

Depuis sa naissance au 19e siècle, le spiritisme a eu de nombreux adeptes. Cette doctrine affirme possible la communication avec les esprits des morts. La méthode expliquée par les ouvrages spirites nécessite généralement la participation d'un ou plusieurs médiums, la pratique du spiritisme est actuellement très populaire au Brésil.

Dans les années 1860, lors de communications spirites qui auraient été reçues par psychographie du médium, au centre spirite Parisien d'Allan Kardec, un médecin russe de Moscou décédé aurait fait cette description de l'au-delà :
D. La mort a-t-elle été douloureuse ?
R. Non ; je n'ai ressenti qu'un craquement très court (...) et bientôt après j'ai eu le bonheur de voir une quantité d'amis venir à ma rencontre et me souhaiter la bienvenue, ceux notamment que j'ai eu la satisfaction d'aider.
D. Quelle région habitez-vous ? Etes-vous sur une planète ?
R. Tout ce qui n'est pas une planète est ce que vous nommez l'espace ; c'est là que je suis. Mais que de degrés dans cette immensité dont l'homme ne peut se faire une idée ! que d'échelons à cette échelle de Jacob (...) or puisque je suis sur un des échelons déjà élevés, il est certain que j'ai atteint ce bonheur par une continuité de combats où Dieu a permis que je remporte quelquefois la victoire.
D. En quoi consiste votre bonheur ?
R. Ceci est plus difficile à vous faire comprendre. Le bonheur dont je jouis est un contentement extrême de moi-même ; non de mes mérites, ce serait de l'orgueil et l'orgueil est le fait des Esprits de réprobation, mais un contentement noyé, pour ainsi dire dans l'amour de Dieu, dans la reconnaissance de sa bonté infinie ; c'est une joie profonde de voir le bon, le bien ; de se dire : peut-être ai-je contribué à l'amélioration de quelques-uns de ceux qui se sont élevés. On est comme identifié avec le bien-être; c'est une espèce de fusion de l'Esprit et de la bonté divine. On a le don de voir les Esprits plus épurés, de les comprendre dans leurs missions, et de savoir qu'on en arrivera là aussi ; on entrevoit, dans l'incommensurable infini, les régions si resplendissantes du feu divin, qu'on est ébloui même en les contemplant à travers le voile qui les couvre encore. mais que vous dis-je ? Comprenez-vous mes paroles ? Ce feu dont je parle, croyez-vous qu'il soit semblable au soleil, par exemple ? non, non ; c'est quelque chose d'indicible à l'homme, parce que les mots n'expriment que les objets, les choses physiques ou métaphysiques dont il a connaissance par la mémoire ou l'intuition de son âme, tandis que, ne pouvant avoir cette mémoire de l'inconnu absolu, il n'est pas de termes qui puissent lui en donner la perception. Mais sachez-le : c'est déjà une immensité de bonheur de penser que l'on peut s'élever infiniment.
Autre témoignage de la même époque, qui aurait également été reçu par psychographie le 8 février 1865, celui de Mme Foulon, née Wollis :
D. Veuillez maintenant nous décrire votre passage, votre réveil et vos premières impressions.
R. J'ai souffert, mais mon esprit a été plus fort que la souffrance matérielle que le dégagement lui faisait éprouver. Je me suis trouvée, après le suprême soupir, comme en syncope, n'ayant aucune conscience de mon état, ne songeant à rien et dans une vague somnolence (...) Je suis restée assez longtemps ainsi ; puis comme si je sortais d'un long évanouissement, je me suis réveillée peu à peu au milieu de frères que je ne connaissais pas ; ils me prodiguaient leurs soins et leurs caresses, me montraient un point dans l'espace qui ressemblait à une étoile brillante et m'ont dit : « C'est là que tu vas venir avec nous ; tu n'appartiens plus à la terre. » Alors je me suis souvenue ; je me suis appuyée sur eux et comme un groupe gracieux qui s'élance vers les sphères inconnues, mais avec la certitude d'y trouver le bonheur, nous sommes montés, montés et l'étoile grossissait. C'était un monde heureux, un monde supérieur, où votre bonne amie va enfin trouver le repos (...)
D. Est-ce que vous avez définitivement quitté la Terre ?
R. J'y laisse trop d'êtres qui me sont chers pour la quitter encore définitivement. J'y reviendrai donc en Esprit, car j'ai une mission à remplir auprès de mes petits-enfants. Vous savez bien d'ailleurs qu'aucun obstacle ne s'oppose à ce que les Esprits qui stationnent dans les mondes supérieurs à la Terre viennent la visiter.
D. La position où vous êtes semble devoir affaiblir vos rapports avec ceux que vous avez laissés ici-bas ?
R. Non, mon ami, l'amour rapproche les âmes. Croyez-moi, on peut être sur la Terre plus près de ceux qui ont atteint la perfection, que de ceux que l'infériorité et l'égoïsme font tourbillonner autour de la sphère terrestre. La charité et l'amour sont deux moteurs d'une attraction puissante. C'est le lien qui cimente l'union des âmes attachées l'une à l'autre et la continue malgré la distance et les lieux. Il n'y a de distance que pour les corps matériels ; il n'y en a pas pour les Esprits.

### Littérature sur la vie après la mort

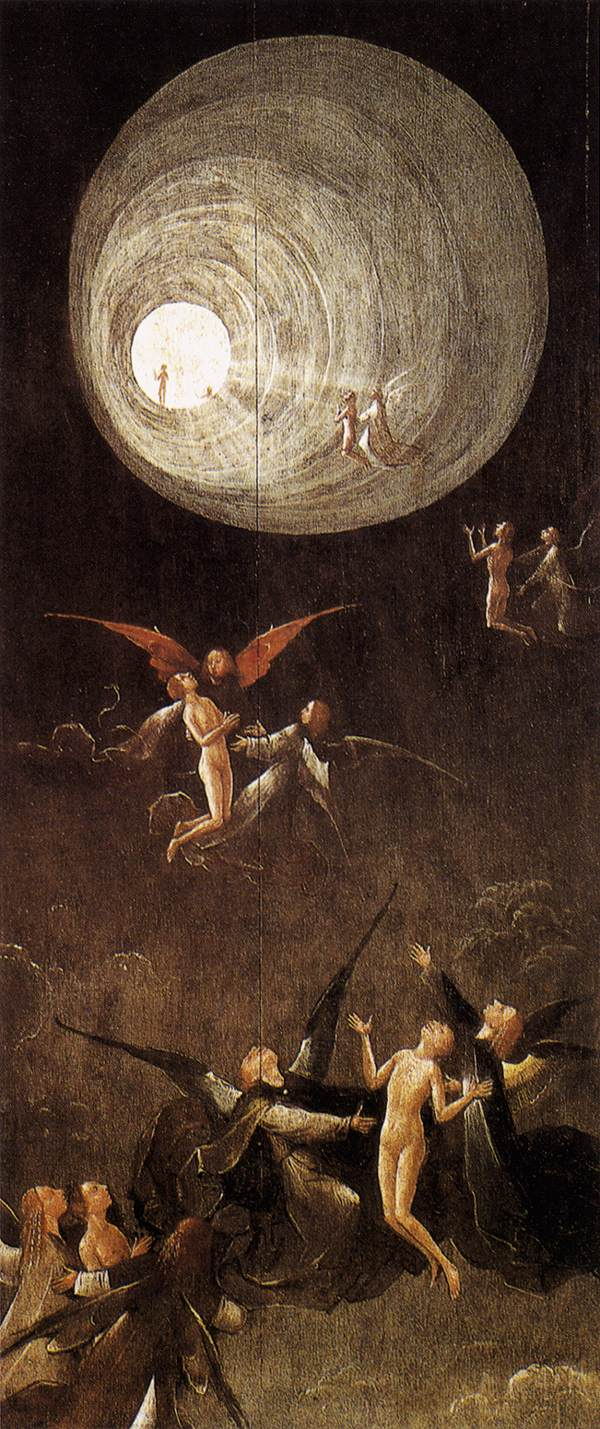
L'ascension du Bienheureux peinture de Jérôme Bosch.

Raymond Moody (La Vie après la vie, 1975) a rapporté le témoignage de personnes ayant subi une mort apparente et qui, une fois réanimées, décrivent une expérience qui, d'un sujet à l'autre, offre des ressemblances. « L'expérience modèle », selon Moody, se présente ainsi :
« Voici donc un homme qui meurt, et, tandis qu’il atteint le paroxysme de la détresse physique, il entend le médecin constater son décès. Il commence alors à percevoir un bruit désagréable, comme un fort timbre de sonnerie ou un bourdonnement, et dans le même temps il se sent emporté avec une grande rapidité à travers un obscur et long tunnel. Après quoi il se retrouve soudain hors de son corps physique, sans quitter toutefois son environnement immédiat ; il aperçoit son propre corps à distance, comme en spectateur. Il observe de ce point de vue privilégié les tentatives de réanimation dont son corps fait l’objet ; (…) Bientôt, d’autres événements se produisent : d’autres êtres s’avancent à sa rencontre, paraissant vouloir lui venir en aide ; il entrevoit les esprits de parents et d’amis décédés avant lui. Et soudain, une entité spirituelle, d’une espèce inconnue, un esprit de chaude tendresse, tout vibrant d’amour - un être de lumière - se montre à lui. Cet être fait surgir en lui une interrogation, qui n’est pas verbalement prononcée, et qui le porte à effectuer le bilan de sa vie passée. L’entité le seconde dans cette tâche en lui procurant une vision panoramique, instantanée, de tous les évènements qui ont marqué son destin. Le moment vient ensuite où le défunt semble rencontrer une sorte de barrière, ou de frontière, symbolisant l’ultime limite entre sa vie terrestre et la vie à venir. Mais il constate alors qu’il lui faut revenir en arrière, que le temps de mourir n’est pas encore venu pour lui. À cet instant, il résiste, car il est désormais subjugué par le flux des évènements de l’après vie et ne souhaite pas ce retour. Il est envahi d’intenses sentiments de joie, d’amour et de paix. En dépit de quoi il se retrouve uni à son corps physique : il renaît à la vie. Par la suite, lorsqu’il tente d’expliquer à son entourage ce qu’il a éprouvé entre-temps, il se heurte à différents obstacles. En premier lieu, il ne parvient pas à trouver des paroles humaines capables de décrire de façon adéquate cet épisode supraterrestre. De plus, il voit bien que ceux qui l’écoutent ne le prennent pas au sérieux, si bien qu’il renonce à se confier à d’autres. Pourtant cette expérience marque profondément sa vie et bouleverse notamment toutes les idées qu’il s’était faites jusque-là à propos de la mort et de ses rapports avec la vie ». 
En France, le docteur Jean Jacques Charbonier a relaté le même genre de témoignages dans plusieurs de ses ouvrages.

#### «Souvenirs» et réminiscences
Depuis la Grèce antique, il est question de personnes qui auraient le souvenir de leurs incarnations passées supposées (Pythagore, Empédocle) ou qui soutiennent que l'on peut se rappeler sa vie dans l'Hadès ou dans le monde idéal (Platon : la réminiscence). Empédocle : « Un homme extraordinaire par son savoir, un génie ayant su acquérir un trésor de sapience Pythagore… pouvait évoquer les souvenirs précis de tout ce que, homme ou bête, il avait été en dix et même vingt vies humaines vécues » (fragment 129).
Un esprit critique oblige à ajouter que les « souvenirs des vies antérieures » pourraient être l'expression de fantasmes ou des amalgames mentaux. La réminiscence n'est qu'une théorie philosophique.

#### Les premières études de la science duXIXesiècleet du début duXXesiècle

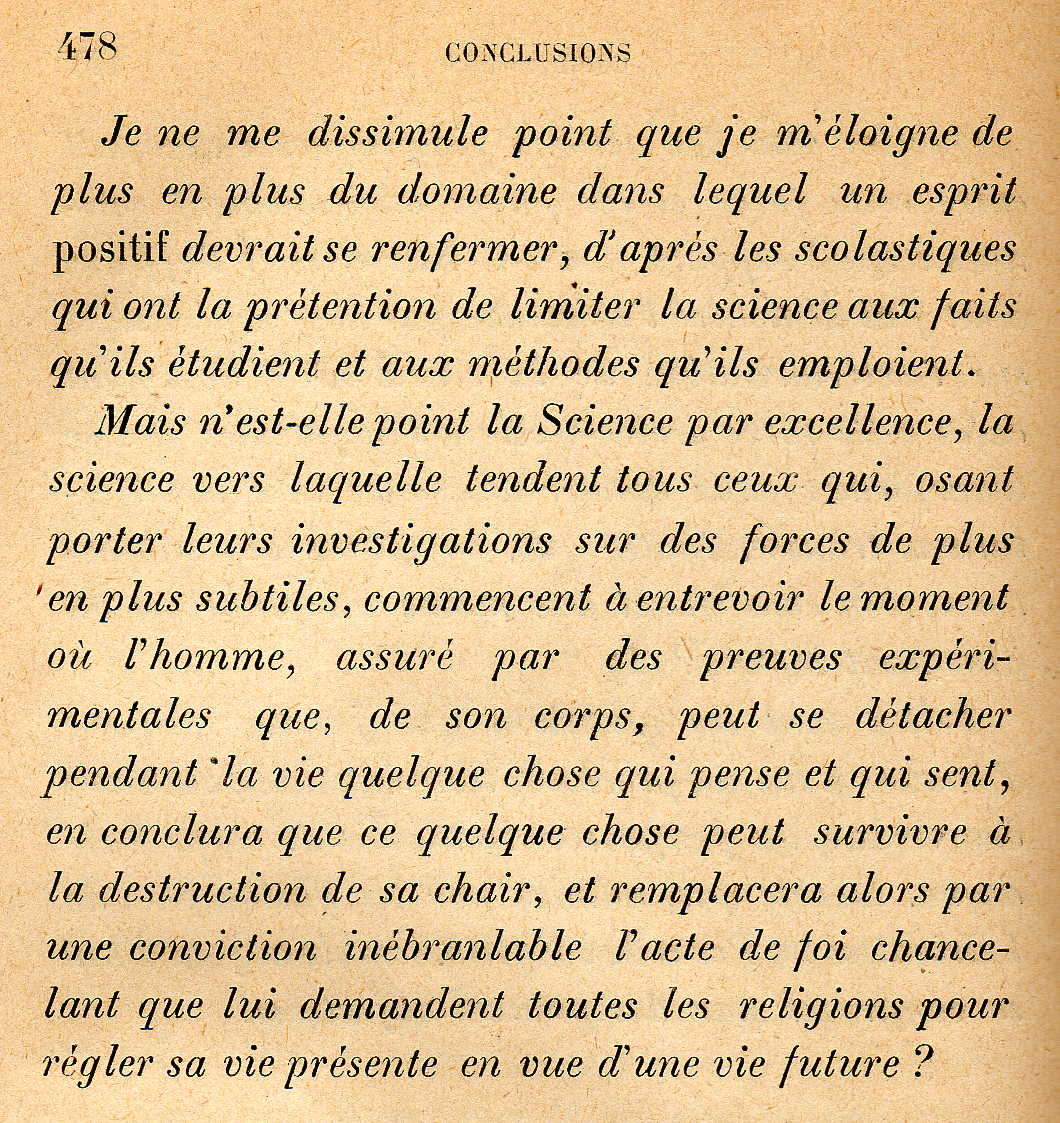
Conclusion d'Albert de Rochas d'Aiglun sur les possibilités d'une étude expérimentale de la vie après la mort.

Albert de Rochas d'Aiglun fut au XIXe siècle un des rares scientifiques à initier des recherches expérimentales sur les médiums et sur les manifestations de l'au-delà (voir illustration ci-contre).
Ian Stevenson, professeur à l'Université de Virginie, a analysé des milliers de témoignages sur la réincarnation, et publié vingt cas suggérant le phénomène de réincarnation. Il s'appuie sur les souvenirs, la confrontation entre les souvenirs que les « réincarnés » ont de leur vie passée supposée et des réalités qu'ils ne connaîtraient pas. Par exemple, Parmod, né le 11 octobre 1944 dans l'Uttar Pradesh (Inde), déclare, vers deux ans et demi, que sa femme vit à Moradabad, à trois-quatre ans il dit avoir eu un magasin de biscuits appelé « Mohan Frères » à Moradabad, qu'il avait été malade après avoir trop mangé de lait caillé ; Stevenson vérifie : chez les « Mohan Frères » de Moradabad, un Parmanand est mort le 9 mai 1943, à la suite d'une maladie contractée après s'être gavé de lait caillé… Mais Stevenson refuse cependant de prendre position entre fraude, cryptomnésie, perception extra-sensorielle associée à la personnification, possession, réincarnation (p. 662).

## Types de scénarios

arbre de décision binaire

Pierre A. Riffard, propose un arbre de décision des divers concepts et choix idéologiques concernant la vie après la mort : une dizaine de types de survivance sont envisagés, qui peuvent coexister ou se succéder, fusionner ou se répartir selon les personnes, les actions, les circonstances. Ils se déclinent principalement en existence neutre, existence larvaire, existence démoniaque, damnation ou salut, transmigration par réincarnation ou par métempsycose, transformation en étoile, palingénésie universelle ou éternel retour.
- Existence neutre, Limbe : selon le Coran (sourate VII, 46), il existe un « voile (hijab) entre le Paradis et l’Enfer », al-A ̔râf (rempart, murailles), demeure réservée, semble-t-il, à ceux qui ont fait à égalité bien et mal. Selon Thomas d’Aquin les enfants morts sans baptême ne vont ni au paradis ni en enfer, ils ne ressentent pas de douleur et n’ont pas conscience de manquer une destinée surnaturelle (Quaestiones disputatae De malo, qu. 5, art. 3) (1270). Cette théorie née au XIIIe siècle est rejetée en avril 2007 par l’Église catholique dans un document de 41 pages intitulé « Espérance du salut pour les enfants morts sans baptême » du simple fait que les petits enfants ne mettent aucun obstacle personnel sur le chemin du salut[15].
- Existence larvaire. Homère : « L'âme (psukhe) rentra en terre comme une fumée, avec un âpre murmure » (Iliade, XXIII, 107). Anciens juifs : « Les Ombres (Harÿfa'im) tremblent sous terre » (Job, XXVI, 5).
- Démonisation : à Rome, les « larves » ou « lémures » sont des âmes des morts devenues des démons malfaisants (Apulée, Du démon de Socrate, XV).
- Damnation : le bouddhisme compte Six Destinées (sad-gati) dans les renaissances (punarbhava), dont trois sont « mauvaises » : animal (tiryagyoni-gati), esprit affamé (preta-gati), habitant des enfers (naraka-gati). Christianisme : « Le Fils de l’homme enverra ses anges qui ramasseront de son Royaume tous les scandales et tous les fauteurs d’iniquité, et les jetteront dans la fournaise ardente : là seront les pleurs et les grincements de dents » (Matthieu, XIII, 41-42).
- Salut : le bouddhisme soutient qu'il se produit, à la fin des cycles de renaissance (samsâra), un épuisement complet (nirupadhishesha-nirvâna), comme le feu qui a consumé son combustible (Mahaparinirvana Sutra. Discours sur le nirvâna parfait) (IIIe s. av. J.-C.). Christianisme : « Le salaire du péché, c'est la mort, mais le don gratuit de Dieu, c'est la vie éternelle dans le Christ Jésus notre Seigneur » (Saint Paul, Épître aux Romains, VI, 23).
- Réincarnation, Allan Kardec, spirite : « Réincarnation, retour de l'Esprit à la vie corporelle… Elle peut avoir lieu sur cette terre ou dans d'autres sphères, mais toujours dans un corps humain, et jamais dans celui d'un animal » (Instruction pratique sur les manifestations spirites, 1858, éd. 1923 p. 27). Papus, occultiste : « La réincarnation est le retour du Principe spirituel dans une nouvelle enveloppe charnelle. Pour un être humain, cette enveloppe est toujours un corps humain » (La réincarnation, 1912, Dangles, 1968, p. 12).
- Métempsycose, samsâra (cycle des naissances et des morts). Hindouisme : « Comme l’on quitte des vêtements usés pour en prendre de nouveaux, ainsi l’âme [nara : l’être humain, l’incarnation] quitte les corps usés pour revêtir de nouveaux corps [d’homme, démon, animal, peut-être plante] » (Bhagavad-Gîtâ, II, 22) (Ve – IIe siècle av. J.-C.) ; « Qui aura tué un brâhmane entrera dans des matrices de chiens ou de porcs, d’ânes, de chameaux, de vaches, de chèvres, de moutons, de cerfs ou d’oiseaux, ou même [de démons tels] que les Kandala ou les Pukkasa » (Lois de Manou, chap. XII, 55) (200 av. J.-C.-200 ap. J.-C.).
- Transformation en étoile ou en constellation ou transport dans le ciel étoilé : en Égypte, le pharaon Ounas, à sa mort (2323 av. J.-C. ?), devint la constellation d’Orion (Pyramid Texts, Sarcophage Chamber, Southwall, utterance 219, 186). Aristophane : « Ce n’est donc pas vrai ce qu’on dit à propos de l’air, que nous devenons des astres sitôt qu’on meurt ? » (La paix, 832-837) (421 av. J.-C.).
- Métamorphose, palingénésie universelle : sur Orphée (?) « Il existe une antique tradition, dont nous gardons mémoire, selon laquelle les âmes arrivées d’ici [la Terre] existent là-bas [l’Au-delà], puis à nouveau font retour ici même et naissent à partir des morts [tous : poussières, germes, plantes, etc. comme parties ou ensembles] » (Platon, Phédon, 70 c). Leibniz : « Il n’y a donc point de métempsycose, mais il y a métamorphose ; les animaux changent, prennent et quittent seulement des parties » (Principes de la nature et de la grâce, § 6) (1714).
- Éternel retour, palingénésie cosmique. Les Mésopotamiens : « Mais Ishtar [déesse de la fécondité, de l’amour, de la guerre] est tout cela et plus. Elle est la re-née… Elle est le rythme, et les rythmes n’ont pas de fin, c’est la mort, ils ont tous un commencement » (The Phoenician Letters, Manchester, Mowat Publishing, 1979, 34-35). Le stoïcisme : « Socrate existera de nouveau, ainsi que Platon, ainsi que chacun des hommes avec ses amis et ses concitoyens ; chacun d'eux souffrira les mêmes choses, maniera les mêmes choses ; toute cité, toute bourgade, tout champ seront restaurés. Cette reconstitution (apocatastasis) de l'univers se produira, non pas une fois, mais un grand nombre de fois » (Némésios d’Émèse, De la nature de l’homme, 38).

## Quelques conceptions religieuses et philosophiques (par ordre alphabétique)

### Selon le bouddhisme
Dans le bouddhisme originel, les êtres vivants (sattva) se répartissent en Six Destinées (gati), selon les actes des vies antérieures : 1) habitants des enfers (naraka, séjours des damnés, souffrant, jusqu'à épuisement du mauvais karma), 2) animaux, 3) trépassés (preta, intervalles des mondes où vivent les trépassés, morts faméliques), 4) titans (asura, dieux inférieurs), 5) dieux (deva), 6) hommes. Entre les destinées successives, les êtres sont dans une existence intermédiaire (antarâbhava). Il s'exerce moins une loi des causes, une rétribution des actes (karman), qu'un processus automatique, une transmigration (samsâra) due aux actes du corps, de la parole ou de l'esprit : par effet naturel, toute action appuyée sur une volition produit ses effets. L'être qui transmigre (Pudgala) n'est pas vraiment une personne, plutôt un agrégat (Skandha), une continuité phénoménale aux éléments changeants, sans soi permanent. L'enchaînement de la transmigration est dû à trois racines du mal (akushala, Trois Poisons) : le désir, la haine, l'ignorance. Le saint (Arhat), libéré des divers liens, n'a plus de renaissance (Punarbhava, en pāli : punabbhava).

### Selon le christianisme

#### Conception du christianisme
Selon le christianisme, les morts ressusciteront :
Jésus ressuscite les morts (Jean 6, 40) : « Telle est la volonté de mon Père : que celui qui voit le Fils et croit en lui ait la vie éternelle, et moi je le ressusciterai au dernier jour »
Jésus est la voie vers son père, c'est par lui que l'on peut atteindre la vie après la mort. « Jésus (…) dit : Je suis le chemin, la vérité, et la vie. Nul ne vient au Père que par moi » (Jean 14, 6). Les souffrances d'ici-bas sont alors perçues comme de multiples occasions de les unir à la souffrance du Christ crucifié et ainsi de devenir des êtres donnés à l'image de son enseignement (« aimez-vous les uns les autres comme je vous ai aimés » (Jean 13, 34)) et ainsi obtenir la grâce de l'éternité. Le chrétien engagé dans une telle démarche spirituelle accepte conséquemment la souffrance comme une grâce de salut, et cela, tout en faisant tout ce qui est en son pouvoir pour la faire diminuer autour de lui. Il participe ainsi à la souffrance rédemptrice du Christ par sa condition de mortel qui, en aucun cas, n'échappe à la souffrance. Sur le plan théologique, le moment de la mort correspond pour le chrétien au jugement particulier de l'âme où se détermine son destin éternel en fonction de son acceptation ou non de l'amour de Dieu en pleine conscience.
La Bible fait référence à la vie après la mort, et cite les paroles du Christ à ses disciples à cet effet :
- Jésus, chemin vers le Père (Jean, 13,14) : « Que votre cœur ne se trouble pas : vous croyez en Dieu, croyez aussi en moi. Dans la maison de mon Père, il y a beaucoup de demeures : sinon vous aurais-je dit que j'allais vous préparer le lieu où vous serez ? Lorsque je serai allé vous le préparer, je reviendrai et je vous prendrai avec moi, si bien que là où je suis, vous serez aussi. Quant au lieu où je vais, vous en savez le chemin ». Thomas lui dit : « Seigneur, nous ne savons même pas où tu vas, comment en connaîtrions-nous le chemin ? ». Jésus lui dit : « Je suis le chemin, la vérité et la vie. Personne ne va au Père si ce n'est par moi. Si vous me connaissiez, vous connaîtriez aussi mon Père. Dès à présent vous le connaissez et vous l'avez vu » ;
- le jugement dernier et l'accession à la vie éternelle : la résurrection des morts, « des justes et des pécheurs » (Ac 24, 15), précèdera le Jugement dernier. Ce sera « l’heure où ceux qui gisent dans la tombe en sortiront à l’appel de la voix du Fils de l’Homme ; ceux qui auront fait le bien ressusciteront pour la vie, ceux qui auront fait le mal pour la damnation » (Jn 5, 28-29). Alors le Christ « viendra dans sa gloire, escorté de tous les anges (…). Devant lui seront rassemblés toutes les nations, et il séparera les gens les uns des autres, tout comme le berger sépare les brebis des boucs. Il placera les brebis à sa droite, et les boucs à sa gauche (…). Et ils s’en iront, ceux-ci à une peine éternelle, et les justes à la vie éternelle » (Mt 25, 31. 32. 46).

#### Conception évangélique
La vie après la mort dans la théologie évangélique est très semblable à celle avant la mort. Les différences notables sont :
- plus de mort ni de souffrance (Apocalypse 21:4), donc vie éternelle (Jean 5)
- accès à la gloire de Dieu pleine et complète (Corinthiens 13:12)

Mais ceux qui sont sauvés, c'est-à-dire qui auront accès à cette nouvelle vie, vivront sur une Terre semblable (ou identique ?) à la nôtre, dans leurs corps ressuscités et glorifiés (c'est-à-dire sans défaut).
L'accès à cette nouvelle vie est acquis uniquement par la reconnaissance de notre incapacité à mériter par nos œuvres l'accès à ce salut, et l'acceptation du cadeau de la grâce (Ephésiens 2:8-9).
Voir Sola gratia, Sola Fide.

### Selon l'hindouisme
Dans l'hindouisme des Upanishad, chez Yâjñavalkya (VIe s. av. J.-C.), fondateur du Yajur-Veda blanc, apparaît la notion de renaissance, de réincarnation ; dans sa Brihadâranyaka-Upanishad, la notion de rétribution des mérites et des fautes apparaît, karman signifie acte, « acte moral et résultat de l'acte » (et non plus seulement « rituel »), l'homme se dissout à la mort, mais son karman est cause d'une nouvelle naissance qui héritera de ses actes bons ou mauvais de l'existence antérieure. Selon la tradition hindoue, il faut cinquante-deux millions de naissances avant de renaître comme un humain : on se réincarne ainsi en végétaux et en différents animaux, pendant des millions de fois, avant de retrouver une matrice humaine, de même qu'un embryon (symbole végétal) devient fœtus (symbole animal) avant de naître en tant que nouveau-né humain, s'il n'a pas réussi à sortir de la matrice de la Nature par la Délivrance du cycle des réincarnations (grâce aux différents types de yoga amenant à détruire l'ego, l'égoïsme étant le principal obstacle à l'Union avec le Divin). Dans un ouvrage attribué au même Yâjñavalkya, le Shatapatha-Brâhmana, du Yajur-Veda blanc, il est posé que ceux qui n'accomplissent pas correctement les rites renaissent après la mort, que l'immortalité acquise par les rites est de durée limitée, que la crémation produit une nouvelle naissance ; qu'on passe à la mort entre deux feux, qui brûlent les méchants et épargnent les bons, lesquels vont alors vers le Soleil. D'autres Brâhmana ajoutent que le père renaît dans le fils.

### Selon l'islam
Un certain nombre d'événements surviennent après la mort dont les étapes les plus importantes sont :
- la vie dans le barzakh : Le barzakh est le lieu où les âmes, « arwah » en arabe (pluriel de « rouh »), seront regroupées.

L’âme se détache du corps par l’intermédiaire d'un ange spécial dit ange de la mort. Selon l'islam, le sommeil est considéré comme une mort. L’âme doit attendre la fin du monde. les martyrs sont projetés dans le temps, selon le coran le martyr ne meurt jamais il va directement au paradis.[réf. nécessaire]. NB : Le martyr, pour l'islam, est non celui qui a renoncé à la vie plutôt que d'abjurer, mais celui qui est mort pour une cause jugée noble ou sacrée, à un moment donné de l'histoire. Selon l'islam celui qui est mort en défendant ses biens est considéré comme un martyr.
- La fin du monde : elle a une caractéristique double. Elle est soudaine et générale.

Elle est soudaine en ce sens qu'elle surgit d'une manière brusque et rapide. Seul Dieu en connaît l'échéance. C'est dans ce sens général, qu'elle est cosmique. Dans le coran et les paroles du prophète, tous les messagers antérieurs à Mohammed ont parlé de ce jour apocalyptique. Tout doit disparaître.
- Le Jour du Jugement : Il surviendra alors que la terre sera une autre terre, ainsi que les cieux (Coran 14 :48) et durera 50 000 ans. Le soleil se rapprochera beaucoup de la Terre et sa chaleur augmentera 70 fois plus qu'en été. Les humains seront dans l'obscurité cependant qu'il n'y aura pas d'ombre sur Terre[21]. Dieu jugera les gens sans intermédiaire.

Le jour du jugement connaît plusieurs étapes :
1. « yawm alhachr » ou le jour de la résurrection, la Résurrection physique : elle marque le début du Jour du Jugement. Les gens seront ressuscités par Allah, nus et incirconcis, afin d'être jugés ;
2. Le Rassemblement : tous les gens seront rassemblés en un lieu pour se faire juger ;
3. L'Exposition des livres : chaque individu a un livre qui lui est propre où sont inscrits tous ses actes : Chacun aura ses actes, bons ou mauvais, qui seront exposés ;
4. La Rétribution : en fonction de leurs actes, les gens seront récompensés ou châtiés ;
5. La Balance : les actes seront comparés, bons contre mauvais ;
6. Le Pont : il relie la nouvelle Terre aux abords du Paradis et il sera dressé au-dessus de l'Enfer dans lequel tous les mécréants chuteront ainsi que certains musulmans désobéissants ;
7. Le Bassin : chaque communauté aura son bassin auquel les croyants boiront avant d'entrer au Paradis ;
8. L'Intercession : avec la permission de Dieu, les prophètes, ainsi que d'autres pieux, intercèderont pour les croyants qui méritent le châtiment[réf. nécessaire] ;
9. La demeure finale en enfer ou en paradis : l'enfer : C'est un endroit dans lequel seront châtiés ceux qui ont mécru, de tout temps, éternellement, ainsi que pour une période, certains croyants désobéissants. L'Enfer connaît plusieurs demeures et a 7 portes. Le Paradis : C'est une demeure de félicité éternelle réservée aux personnes unifiant Dieu, ainsi qu'aux personnes sincères. Le paradis dans le coran est appelé Al Janna, parfois il est désigné par le pluriel (jinene) ; Il connaît aussi plusieurs demeures, la plus haute est appelée firdaws d'où le mot paradis ;
10. La Vision du Seigneur : ceux qui entreront au Paradis verront-ils Dieu ? Selon les sunnites, il s'agit de voir le Seigneur sans notion de distance et sans qu'il y ait un doute sur cette vision telle la vision du Soleil dans un ciel sans nuage. Selon la tendance chiite, il est impossible de voir le Seigneur, il s'agit de voir Sa lumière.

Remarque : Est-ce que les musulmans croient au supplice et à la félicité dans la tombe ? Les théologiens disent qu'il s'agit d'un sujet à controverse et les tendances religieuses se divisent sur le sujet. Les paroles prophétiques qui parlent d'un jugement ici bas dans la tombe ne sont pas convaincantes quant à leur véracité selon certains courants, et sont justes et sans équivoque selon la tendance sunnite par exemple… Notez bien que les paroles prophétiques ne sont pas toutes véridiques et exactes (mauvais rapporteur…). Seul le coran, d'après les théologiens, n'a pas pu être déformé car il fut récité par les musulmans et puis préservé par écrit quelques années après la mort du prophète de l'islam. Le supplice et la félicité dans la tombe ne sont mentionnés que dans certains hadiths de la sunnah (paroles prophétiques). Selon cette dernière, après la mort, toute personne sera questionnée dans sa tombe par deux anges du nom de Mounkar et Nakir. 3 questions leur sont posées : « Qui est ton Seigneur ? Qui est ton prophète ? Quelle est ta religion ? ». Les musulmans pieux répondront correctement à ces questions et auront la félicité dans leur tombe, tandis que les pêcheurs et autres non croyants n'y répondront pas correctement et seront châtiés.
Les mécréants seront châtiés en attendant le jugement :

« Alors que le pire châtiment cerna les partisans de Pharaon : Le Feu, auquel ils sont exposés matin et soir. Et le jour où l'Heure arrivera (il sera dit) : Faites entrer les gens de Pharaon au plus dur du châtiment ! »

Ibn Kathir a dit : « ce verset est une grande référence dans l'argumentation des adeptes de la Sunna visant à prouver l'existence d'un châtiment dans la tombe pendant le barzakh ».

### Selon le judaïsme
Traditionnellement, le judaïsme pensait que les défunts rejoignaient le royaume des morts, le Shéol, et qu'ils y demeuraient comme des ombres. Le Livre de Job (vers 450 av. J.-C.) l'affirme : « Ma vie n'est qu'un souffle… Comme la nuée se dissipe et passe, qui descend au Shéol n'en remonte pas » (VII, 7-9). Seuls Énoch et Élie sont « enlevés vivants vers le ciel ». Les méchants n'ont pour châtiment que la souffrance et le malheur dans leur existence sur Terre, la stérilité ou la mort prématurée (Deutéronome, XXVIII). Cependant, Isaïe (53.12) et Ézéchiel (37.1-14) suggèrent la rétribution du juste et la résurrection à une vie nouvelle des morts réconciliés à Dieu.
La mystique juive, depuis le IIe s., considère que l'homme possède, en plus du corps physique, plusieurs âmes. Les néo-platoniciens juifs Abraham ibn Ezra (vers 1150) et Abraham bar Hiyya distinguent trois parties : nefesh, ruah, neshamah ; les kabbalistes ajoutent hayyah, yehidah. Les cinq noms de l'âme, sont, dans un ordre ascendant : la nefesh (esprit), le ruah (souffle, anima), la neshamah (âme, spiritus), la hayyah (vie), et la yehidah (union). Si l'on groupe en un acronyme les initiales de chacun de ces termes on obtient le mot naran-hai, NaRaN-HAI. C'est la doctrine du kabbaliste Isaac Louria, vers 1570, à Safed. « La nefesh reste pour un temps dans la tombe, voletant au-dessus du corps ; le ruah monte au paradis terrestre conformément à ses mérites ; et la neshamah retourne directement dans sa maison natale. Châtiment et rétribution n'incombent qu'à la nefesh et au ruah. Selon Moïse de Leon, une fois par jubilé cosmique, l'âme s'élève de sa communion avec la Shekhina [la Présence divine] jusqu'au paradis céleste caché dans le monde de l'esprit divin, c'est-à-dire jusqu'à la Sefirah Hokhmah [la Sagesse au sein de l'Arbre des sephiroths de la kabbale] ».

### Selon le mormonisme
Dans le mormonisme, la vie après la mort est une partie du plan de salut par lequel Dieu réalise l'immortalité et la vie éternelle de l'homme. Sous certaines conditions, le mort peut devenir lui-même un dieu créateur.

### Selon les philosophies antiques
Pour les anciens Grecs (Homère, Hésiode), l'âme du défunt passe le lac du Styx sur la barque de Charon. Elle franchit ensuite les portes d'airain gardées par Cerbère, et elle demeure à jamais dans l'Hadès, le monde invisible, sous terre, avec la vie d'une ombre, « dépourvue de force et de sens », sans espoir de retour (Odyssée, XI, 602). L'Achille d'Homère dit ceci : « Même dans la demeure d'Hadès, l'âme et l'image sont, après tout, quelque chose » (Iliade, XXIII, 103). Mais le sort des bons n'est pas meilleur que le sort des méchants. Seuls les grands criminels (Sisyphe, Tantale, Ixion) sont châtiés ; et seuls quelques privilégiés (Ménélas, Achille) sont transportés aux Îles des Bienheureux. Ennius soutient que, pour les Anciens, à la mort, le corps allait au tombeau, l'âme au ciel et l'ombre aux Enfers ; on lit dans lEnéide (V, 81) : « Salut, cendres qui vainement me sont rendues, âme et ombre paternelles ».
Pythagore, Empédocle, Platon défendent la métempsycose.
Platon s'exprime par mythes sur ce sujet. Dans le Gorgias (522-527), à la fin de leur première existence, toutes les âmes sont jugées, puis les âmes coupables sont châtiées, les autres récompensées aux Îles des Bienheureux. Selon La République, livre X (mythe d'Er), toutes âmes sont jugées (614 cd), puis les âmes des coupables sont conduites pour mille ans aux Enfers où elles sont châtiées ; les autres, pour la même durée de mille ans, vont au ciel (X 615 a) ; passé ce temps, elles reviennent toutes à la prairie du jugement (X 614 c), d'où elles gagnent le tribunal des Moires qui les renvoie sur la Terre, chacune choisissant, pour sa deuxième existence, son genre de vie (X 617 de). Le but est la purification.
Les anciens stoïciens (Zénon, Cléanthe, Chrysippe), avant Diogène de Babylone, croient en l'Éternel retour, c'est-à-dire à la répétition périodique sans fin des mêmes éléments de l'univers, âmes et comportements humains compris.
« Pour Plotin, chaque âme est conduite où elle a mérité de parvenir en fonction de sa vie passée. Le défunt, séjournant temporairement dans le monde des morts, revient sur terre pour se parfaire, pour corriger les conséquences de ses actes passés (Ennéades, I). Les âmes qui n'ont pu s'affranchir du corps retournent dans des corps humains. Quelques-unes même, qui sont devenues animales, retombent dans le corps des animaux (ce qui correspond, non à la doctrine de la réincarnation elle-même, mais plutôt au concept de métempsycose). Quelques-unes, des meilleures, sont admises à choisir elles-mêmes leurs nouveaux corps. D'autres, enfin, s'élèvent au-delà du ciel, sont changées en étoiles et, de là, contemplent le spectacle de l'univers (Ennéades, III, 4, 2-5). Enfin, les âmes les plus pures vont se confondre avec Dieu (Ennéades, III, 4, 6). Celui qui a tué devient un homme destiné à être assassiné ; un fils qui a tué sa mère redevient une mère tuée par son fils (Ennéades, III, 4, 13) ». L'ensemble est réglé par la Providence (Ennéades, II, 3 ; III, 2 ; IV, 3).
La conception défendue par l'orphisme se place sur deux plans naturels (animal/humain). Selon Proclos, « Orphée veut que les âmes humaines s'en aillent aux lieux souterrains pour y être purifiées ou châtiées, et dans les prisons infernales où elles sont punies. Mais les âmes des animaux voltigent là-même dans l'air, jusqu'à ce qu'elles aient été de nouveau enchaînées en d'autres corps ». Purification pour les humains, palingénésie pour les animaux. La tradition orphico-pythagoricienne, dès la fin du Ve siècle av. J.-C., a laissé des « lamelles d'or » où se montrent l'espérance d'être délivré grâce à l'initiation, la nécessité pour l'âme de subir un examen à l'arrivée dans l'au-delà, la primauté de la déesse Mnémosyne (qui rappelle l'origine céleste de l'âme et donne le souvenir des existences antérieures), le besoin de se libérer de la soif de vivre corporellement, la distinction entre deux sources dans l'au-delà (la source de Mnémosyne, qui donne le souvenir aux initiés, à droite ; la source de Léthé, qui donne l'oubli aux non-initiés, à gauche). Les lamelles évoquent le voyage et l'épreuve de l'âme post mortem.
« Tu trouveras à gauche de la demeure d'Hadès [l'Invisible, dieu des morts] une source [Léthé : Oubli],
et près d'elle, se dressant, un cyprès blanc :
de cette source ne t'approche surtout pas.
Tu trouveras une seconde source, l'eau froide qui coule
du lac de Mnémosyne [Mémoire] ; devant elle se tiennent des gardes.
Dis : 'Je suis fils de la Terre et du Ciel étoilé ;
ma race est céleste, et cela vous le savez aussi…'
Et, de ce moment, avec les autres héros, tu seras souveraine. »

### Selon le spiritisme de Allan Kardec
Cette section ne s'appuie pas, ou pas assez, sur des sources secondaires ou tertiaires indépendantes du sujet. Le texte peut contenir des analyses inexactes ou inédites de sources primaires.
Pour l'améliorer, ajoutez-en, ou placez des modèles {{Source secondaire souhaitée}} ou {{Source secondaire nécessaire}} sur les passages mal sourcés. (mai 2023)

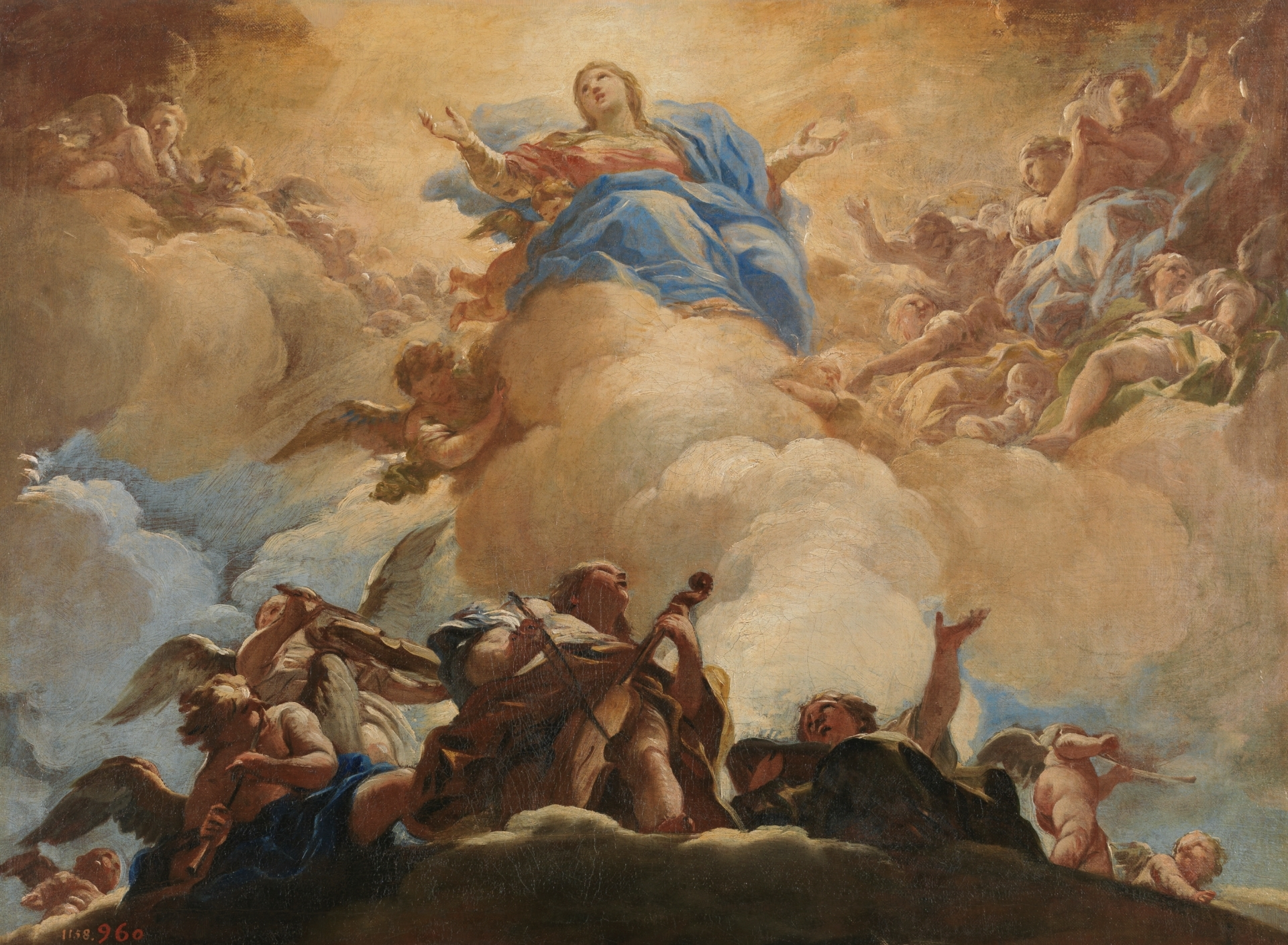
L'Assomption de la Vierge peinture de Lucas Giordano.

Selon le spiritisme de Allan Kardec, la mort est prédestinée. Tous les événements majeurs, heureux ou malheureux, de l'existence d'un être humain « seraient écrits » à l'avance et inéluctables. Par contre la manière de réagir à ces événements, elle, ne serait pas « écrite » et ce serait précisément là que résiderait le « libre-arbitre » d'un être humain, un peu à la manière d'un questionnaire où les demandes sont écrites mais pas les réponses qu'il faut donner.Toutes ces épreuves serviraient à l'être humain pour progresser et évoluer vers une meilleure compréhension, or ce serait bien souvent dans l'adversité que l'être humain progresserait le plus, trouvant de nouvelles ressources ou des capacités ignorées de lui-même.
Le spiritisme repose entièrement sur l'idée de la survie de l'Esprit. Selon la cosmologie mise en évidence par Allan Kardec, la mort provoquerait une séparation entre le corps physique / son énergie vitale et l'Esprit de la personne, celui-ci étant accompagné de son corps subtil le périsprit, c'est-à-dire l'enveloppe humanoïde de l'Esprit. Cette séparation serait plus ou moins facile, accompagnée ou non d'un « état de trouble » temporaire, comme lorsqu'on se réveille le matin . L'Esprit se retrouverait alors dans une dimension qui se superposerait à celle de la Terre, dans laquelle son bien-être ou son mal-être correspondrait à son état d'avancement. Il pourrait être proche de nous sur Terre, ou pourrait s'éloigner dans l'espace sidéral.
L'au-delà serait donc une sorte d'univers parallèle à celui qui est fait de matière, en interaction constante avec celui-ci, mais vibrant sur des fréquences différentes « plus subtiles ». Les « esprits » seraient donc partout, sur terre, dans l'espace et sur des exoplanètes (les sphères ou globes célestes désignant au départ d'autres planètes) pouvant interagir avec les « incarnés » en bien comme en mal. Il n'y aurait donc pas de lieux circonscrits de type « paradis » ou « enfer », mais « les mondes étant des foyers où les Esprits s'assemblent de préférence, en raison de l'analogie qui existe entre eux et ceux qui les habitent, chaque globe a donc, en quelque sorte, sa population propre en Esprit incarnés et désincarnés, qui s'alimente en majeure partie par l'incarnation et la désincarnation des mêmes Esprits ». Cette population serait plus stable dans les « mondes inférieurs », où les Esprits seraient plus attachés à la matière, et plus flottante dans les « mondes supérieurs ». Les Esprits désincarnés (comme ceux qui sont incarnés finalement) auraient tendance à se regrouper entre eux quand ils sont de nature similaire. Les « mauvais Esprits » auraient une fréquence de vibration plus basse que celle des « bons Esprits », il en résulterait qu'ils auraient moins de capacités, de compréhension et de bienveillance que les bons,,.
Les deux témoignages évoqués en haut de cet article émaneraient d'« Esprit heureux » ayant atteint un certain niveau d'élévation spirituelle et ceci n'est pas généralisé dans les descriptions spirites de l'au-delà. D'autres témoignages, beaucoup plus durs, qui émaneraient eux de la part d'« Esprits souffrants » ou d'« Esprits matérialistes » reflèteraient une vision beaucoup moins heureuse d'un au-delà pourtant similaire. La raison en serait que, si l'on se retrouvait sur une plage paradisiaque avec des maux de ventre abominables, ou alors obnubilé par de mauvaises nouvelles sur son smartphone, nous ne serions dès lors pas disposés à apprécier le paysage magnifique autour de nous, nous ne le verrions même pas. Ce serait ce même type de mécanisme psychique qui serait à l'œuvre dans ces différentes descriptions.
En dehors des douleurs physiques qui s'éteignent avec le décès, le caractère d'une personne décédée resterait sensiblement le même que celui qu'elle avait de son vivant, un orgueilleux resterait orgueilleux, un avare resterait avare, un menteur resterait menteur, etc. Ces caractéristiques de la personnalité impacteraient la façon dont on vivrait son au-delà. Certaines personnes décédées resteraient proches de la terre, pouvant être désorientées ou perdues, elles pourraient alors être dans le déni de leur décès en pensant être toujours en vie, quand d'autres plus matérialistes resteraient attachées à leurs biens terrestres, comme leur maison.
De même certains Esprits seraient pris dans des « boucles psychiques » tournant en rond, revivant tout le temps la même scène et ceci jusqu'à une « prise de conscience » libératrice. Le facteur psychologique parait essentiel en ce qui concerne l'au-delà, ce qui est somme toute logique puisque nous serions alors des Esprits avec un corps subtil émotionnel à « vif » ,,. On peut remarquer aussi une sorte de réciprocité, un « retour de bâton » dû à sa personnalité, une sorte d'« automatisme » naturel, qui peut parfois prendre la forme de « qui se ressemble, s'assemble », comme ce cas d'une personne égoïste qui était indifférente au sort des autres, et qui se retrouverait dans l'au-delà au milieu de personnes ressemblant à des ombres, toutes indifférentes les unes par rapport aux autres dans une ambiance de solitude et d'ennui. Ou bien ce cas d'un orgueilleux qui jalouserait tous ces « Purs Esprits » qui lui font l'affront de lui être supérieurs. Cependant Allan Kardec notait aussi « qu'il n'y avait pas de règle uniforme et absolue », que la devise serait plutôt « à chacun selon son œuvre ». Dès lors, la bonne gestion de ses pensées et émotions, à travers un « travail sur soi » pendant la vie terrestre, semble être une très bonne option pour vivre un au-delà serein.
Il pourrait y avoir des différences entre les expériences de mort imminente ou NDE et les morts véritables des personnes. La NDE ressemblerait plutôt alors à une « vision extatique » qui serait donnée à une personne dans le but de l'encourager, de lui montrer un niveau de conscience qu'elle pourrait obtenir, mais qui ne serait pas forcément acquis dès aujourd'hui. Un témoignage dans les années 1860 de la NDE du Docteur Caron tendrait à le démontrer, celui-ci ayant vécu, alité et en famille, une NDE « paradisiaque », où, revenant à lui il raconte : « que c'est beau ! que c'est sublime ! quelle douce chose ! J'étais mort et mon âme s'est élevée bien haut, bien haut » et « ne pas pouvoir dépeindre la magnificence de ce qu'il a vu, ni des impressions qu'il a ressenti ». Peu de temps après, il décédera réellement et un proche de la famille demandera qu'on essaye de l'invoquer. Une fois que la communication aurait été établie, celui-ci aurait déclaré que « sans être malheureux, il ne se retrouvait pas dans l'état de bonheur total dans lequel il avait été » lors de son NDE. Il aurait ajouté « avoir été dans un moment de confusion après son décès », chose qu'il n'avait pas vécu précédemment, puis il serait revenu sur sa NDE en précisant « qu'il aurait été emporté par un agent inconnu » (une force inconnue l'aurait emporté), et qu'il aurait « vu la splendeur d'un ciel comme nos rêves seuls pourraient le réaliser. Cette course à travers l'infini s'est faite si rapidement que je ne puis préciser les instants employés par mon Esprit » également que « l'esprit ne connaît pas la valeur des distances telles que vous les envisagez ».

### Selon le taoïsme
L'aspirant taoïste a parfois été décrit dans l'Antiquité, comme un « homme accompli » (zhenren 真人) qui au terme d'exercices spirituels et physiques, subissait une mutation, devenait léger au point de pouvoir s'élever dans les nuages et y chevaucher les dragons. Devenu immortel (xian 仙), tantôt visible et invisible, il apparaissait ici et là à la fois, mobile mais sans forme ni corps. Ge Hong au IVe siècle, défendra l'idée que l'accomplissement de l'immortalité demande de « nourrir le principe vital » yangsheng 养生 (pratiques gymniques, techniques diététiques, respiratoires, etc.) mais surtout exige la fabrication et la prise d'un élixir d'immortalité.

« Prendre l’élixir sacré donne une interminable longévité, comme la terre et le ciel, permet d'aller sur les nuages, chevaucher les dragons, parcourir de haut en bas la Grande clarté (太清) »

 (Ge Hong, Baopuzi, chap.4).
Divers états d'« immortalité » (appelée aussi « transcendance ») sont possibles : les adeptes qui se promènent sur les sommets des montagnes, nommés dixian 地仙 « immortels terrestres », ont un statut inférieur aux tianxian 天仙 « immortels célestes » qui désirent monter au Ciel rejoindre les esprits, :

« En ce qui concerne les méthodes d’absorption du cinabre transmuté 还丹 et du liquide d’or 金液, qui désire demeurer parmi les hommes n’en prendra qu’une demi-dose et conservera le reste, qu’il prendra plus tard s’il désire monter au ciel »

 (Ge Hong, Baopuzi, chap.3)
Un troisième état est possible : « Les adeptes inférieurs meurent puis quittent leur enveloppe : ce sont des Immortels libérés de leur Corps 尸解仙 Shījiě xiān » (chap.2). Cette méthode de transcendance a un statut inférieur au deux autres car elle met en place une stratégie pour tromper l’administration céleste qui note dans un grand registre qui est mort et qui est vivant. Si le cercueil est ouvert et qu’on ne trouve pas de cadavre, un autre objet est trouvé à la place : un talisman, une épée, un vêtement.
D'une manière assez unique dans l'histoire des religions, l'idéal du zhenren真人 ou du xian 仙 (immortel, transcendent) a associé la libération spirituelle et l'immortalité physique.

### Selon les traditions d'Amérique précolombienne
Les religions des autochtones d'Amérique font du royaume des morts une copie fidèle du monde des vivants. La représentation classique du royaume des morts en Amérique du Nord est désignée par ces termes : « les terres fortunées de la chasse ». Plusieurs tribus de la Prairie imaginent le séjour des morts comme une prairie ondoyante où ils chassent le buffle avec succès, habitent dans des tipis, festoient et dansent. Ceux qui ont péché sont exclus de la communauté, dans le royaume des morts, ils sont condamnés à la vie errante des spectres, ou ils périssent en se rendant dans l'autre monde ou encore ils sont envoyés dans un autre pays que celui qui accueille les morts ordinaires. L'idée d'un jugement dernier après la mort et celle d'une véritable loi du talion dans l'au-delà n'existent pas chez les Indiens.

### Selon le védisme
Dans le védisme, une distinction est faite entre le corps et un principe invisible, asu, force vitale, essence à base de souffle, d'origine corporelle et impersonnelle, et manas, « esprit », siège désincarné de la pensée et des sens internes, situé au cœur. Le mort (preta) n'est que le double ombreux du vivant, comme là psychê homérique. La conception védique dominante est celle d'un empire des morts situé sous la terre, un lieu de ténèbres sans joie, sur lequel règne Yama et où conduit « le chemin vers les pères » (pitryâna). Dans le Rig-Veda récent, les éléments de l'individu à sa mort passent dans le Soleil, le vent, les eaux, les plantes. Rien de précis n'est dit sur le jugement, la durée des peines, les fins dernières.

### Selon la tradition ésotérique
À propos des Mystères d'Éleusis, Platon déclare : « Quiconque arrive dans l'Hadès en profane, sans avoir été admis aux Mystères et initié, sera couché dans le Bourbier ; celui qui, au contraire, aura été initié et purifié partagera, une fois arrivé là-bas, la demeure des dieux » (Phédon, 69c). Bourbier pour les profanes, félicité pour les initiés.
Rudolf Steiner, le fondateur de l'anthroposophie, prétendant tenir ses données sur la vie après la mort de ses propres « investigations spirituelles », expose ses vues dans ses livres et recueils de conférences,,. Il distingue les étapes suivantes :
1. Le corps éthérique, ou corps de vie, se détache progressivement du corps physique et reste attaché au corps astral durant un temps qui se mesure en jours. Après quoi le corps éthérique se détache également du corps astral et retourne à l'éther universel ;
2. Durant ce processus l'être conscient a l'impression de se répandre dans le macrocosme. - « Tout de suite après la mort, l'impression est comme si notre être se répandait dans tout ce qui nous est extérieur »[51]. Durant le temps où le corps éthérique, qui est le porteur de la mémoire, est encore attaché au corps astral, l'être peut voir en un vaste panorama plein de vie le déroulement de son existence sur terre ;
3. Une fois séparé du corps éthérique, le corps astral, est encore habité par des désirs que le moi ne peut assouvir : c'est, en quelque sorte, l'enfer ou plus précisément le purgatoire ou kamaloka. Durant cette période l'entité prend aussi conscience des fautes qu'elle a commises durant son incarnation. Le désir de réparer ces fautes s'inscrit en elle et constituera le karma de ses incarnations ultérieures ;
4. Le Moi s'étant purifié devient libre de ses attaches terrestres : c'est, en quelque sorte, le paradis ;
5. Après la mort, l'entité humaine s'élève en traversant spirituellement les différentes sphères planétaires, la sphère lunaire correspondant au purgatoire. C'est en traversant ces sphères planétaires, avec l'aide des hiérarchies angéliques, que le karma est élaboré. Ayant atteint le « minuit des mondes », la monade spirituelle amorce son retour vers l'incarnation en traversant les sphères en sens inverse. Ce faisant, avec les hiérarchies célestes elle prépare les conditions terrestres de sa future vie sur terre. - « Après la mort, nous devenons successivement les habitants de la Lune, de Mercure, de Vénus, du Soleil, de Mars, de Jupiter et de Saturne, puis du firmament stellaire, pour ensuite nous contracter et nous réincarner »[52] ;
6. L'oubli s'installe, avec la réincarnation. Il se passerait en moyenne 1000 ans entre deux incarnations, mais les exceptions seraient nombreuses[53].

Les réincarnationnistes se divisent sur la durée de l'intervalle entre les incarnations, les règles de rétribution, etc.

## Point de vue scientifique
Le corps ne meurt pas d'un coup, les organes cessent progressivement de fonctionner jusqu'à ce que l'organisme entier s'effondre. Si le cerveau est privé d'oxygène pendant quelques minutes, il y a des dommages irréversibles. Si le cerveau reste trop longtemps sans être alimenté, il est complètement détruit. La mort cérébrale est irréversible. Les expériences de mort imminente sont dues à une sous-alimentation du cerveau. Des hormones et des signaux sont envoyés en masse et font vivre des émotions et des impressions sensorielles puissantes.
L'origine de la croyance en une vie après la mort pourrait être explicable par des prédispositions cognitives, des apprentissages culturels et des idées religieuses intuitives. Selon une étude, les enfants sont capables d'admettre la fin de l'activité physique, mentale et perceptive dans la mort, mais hésitent à conclure à la fin de la volonté, du soi ou des émotions dans la mort.
Aucune preuve de survivance de la conscience après la mort physique n'a été recueillie scientifiquement, en dépit des témoignages du spiritisme et des nombreuses expériences de mort imminente (EMI). Même si la corrélation entre l'activité des neurones et l'émergence de la conscience n'est toujours pas clairement comprise, nombre de scientifiques considèrent[réf. souhaitée] que ce qu'on appelle « esprit » est le fruit des connexions de nos neurones, et qu'en l'absence d'activité cérébrale, il ne se passe tout simplement rien. Les anesthésies générales semblent par exemple provoquer une perte de conscience en bloquant la capacité du cerveau à intégrer les informations entre elles. L’anesthésie provoque une perturbation de l'intégration des informations corticales d'ordre supérieur. La manière dont les agents anesthésiques suppriment la conscience humaine est étudiée par neuro-imagerie depuis les années 1990.

## Études sur les expériences de mort imminente
En 2008, une étude de grande échelle a été menée par l'Université de Southampton et impliquant 2060 patients de 15 hôpitaux du Royaume-Uni, des États-Unis et d'Autriche. L'étude AWARE (AWAreness during REsuscitation) a examiné le large éventail d'expériences mentales en rapport avec la mort. Les chercheurs ont également testé pour la première fois la validité des expériences conscientes à l'aide de marqueurs objectifs, afin de déterminer si les déclarations de conscience compatibles avec les expériences hors du corps correspondent à des événements réels ou hallucinatoires. Les résultats ont révélé que 40 % des personnes ayant survécu à un arrêt cardiaque étaient restées conscientes pendant la période où elles étaient en arrêt cardiaque (et non en état de mort cérébrale qui est irréversible) et avant que leur cœur ne soit relancé. Pour beaucoup d'entre eux, elles ont fait l'expérience d'un sentiment comme la peur, ou d'un déjà-vu et d'un rappel de situations de leur vie passée. En revanche, sur les 140 personnes interrogées, neuf ont vécu des expériences de mort imminente. Un patient a également vécu une expérience extracorporelle et plus de 80 % des patients n'ont pas survécu à leur arrêt cardiaque ou étaient trop malades pour être interrogés. Dans l'interview, le Dr Parnia a déclaré : « Les données recueillies jusqu'à présent suggèrent que dans les premières minutes après l'arrêt cardiaque, la conscience n'est pas annihilée ». Les études menées sur les rats montrent que si le cœur s'arrête, le cerveau reçoit soudain une tempête de signaux. Le manque d'oxygène entraîne la libération massive d'endorphines, c'est-à-dire d'hormones du bonheur, qui inhibent la douleur. La vision extérieure de soi-même s'explique également par le manque d'oxygène dans le cerveau. La perception de soi dans les zones correspondantes du cerveau devient alors folle.
Des études ont également été réalisées sur le phénomène des expériences de mort imminente. Les personnes qui en font l'expérience rapportent généralement avoir été transportées dans un "royaume" ou un "plan d'existence" différent et il a été démontré que la plupart d'entre elles en gardent un effet positif durable.
On peut sans doute expliquer toutes les séquences de l'EMI par tel ou tel phénomène neurochimique. Néanmoins, un aspect des témoignages demeure problématique : ce sont les cas où l’expérienceur dit avoir vu pendant son coma (alors qu'il était en arrêt cardiaque, les yeux clos) des détails visuels de son intervention, de la salle, des appareils, détails impossibles à inventer. « Le cas suivant a été rapporté aux auteurs d’une récente étude hollandaise par une infirmière de l’unité de soins intensifs, et est remarquablement similaire au précédent, à ceci près qu’il s’agit d’une histoire de dentier et non de planche :
Récit de l’infirmière : "Une ambulance amène aux urgences cardiologiques un homme de 44 ans, cyanosé et comateux. Il avait été trouvé une heure auparavant dans un pré par des passants. À son admission, il est mis sous respiration artificielle sans intubation, pendant qu’on pratique massage cardiaque et défibrillation. Quand nous avons décidé de l’intuber, nous nous sommes aperçus qu’il portait un dentier. Je lui ai enlevé son appareil et l’ai rangé sur le chariot à pansements. Pendant ce temps, la réanimation intensive était poursuivie. Après une heure et demie, le rythme cardiaque et la tension étaient remontés à des valeurs suffisantes, mais il était toujours ventilé et intubé, et encore dans le coma. On le transféra dans une unité de soins intensifs pour continuer la respiration artificielle et la surveillance que nécessitait son état. Ce n’est qu’une semaine plus tard que je le revois, quand il est de retour dans le service de cardiologie. Au moment où il m’aperçoit (je distribuais les médicaments), il dit : « oh, cette infirmière sait où se trouve mon appareil dentaire ! » Je suis surprise, et il m’explique : « Oui, vous étiez là quand on m’a emmené à l’hôpital, vous m’avez enlevé le dentier de la bouche et vous l’avez mis sur ce chariot avec tous ces flacons, il y avait un tiroir sous le plateau et c’est là que vous l’avez rangé ! »,
Un cas emblématique de vision extracorporelle en EMI est celui de Pamela Reynolds qui a donné lieu à de nombreuses discussions scientifiques car il est bien documenté : Cas de Pamela Reynolds
Néanmoins, si un certain nombre de témoignages rapportent ce genre d'expériences et de visions extracorporelles, elles n'ont jamais pu être vérifiées dans des conditions rigoureuses jusqu'à présent. Elles restent de l'ordre du témoignage, avec tous les problèmes épistémologiques que ceux-ci soulèvent pour être considérés comme des "preuves".
Dans sa série télévisée The Human Mind (BBC), Sir Robert Winston mentionne la possibilité que l'effet de tunnel vécu lors d'une expérience de mort imminente soit produit par l'activation anarchique des cellules de la rétine en l'absence d'oxygène, le reste relevant d'un rêve accompagnateur. Certains psychiatres[Qui ?] critiquent également l'interprétation de ces effets comme le signe d'une vie après la mort. Pour eux, il n'y a pas expérience d'un au-delà, mais traumatisme. Effectivement, on peut reproduire artificiellement une forme d'Expérience Hors du Corps bien qu'elle ne soit pas réellement comparable à celle vécue dans le cadre d'une EMI (Jean-Pierre Jourdan, 2006).

## Dans les arts et la culture

### Cinéma
- Always : Pete, un pompier tué dans un accident de Canadair continue à venir en aide à ses proches.
- Apparitions : Après son décès, Emily pousse son époux à faire un voyage en Amérique du Sud.
- Au-delà : Les vies de personnes qui ont approché la mort et celle d'un médium se croisent dans un destin commun.
- Au-delà de nos rêves : Après son décès, le médecin Chris Nielsen tente de retrouver sa femme dans l'au-delà.
- Beetlejuice : Dans cette comédie, un jeune couple revient hanter la maison dans laquelle ils habitaient avant leur mort et s'efforce d'en chasser la famille qui s'y est installée avec l'aide de Beetlejuice, un "exorciste de vivants".
- Brainstorm : Des scientifiques construisent un appareil pour comprendre ce qui se passe après la mort.
- Chico Xavier : La vie de Francisco Cándido Xavier, le plus célèbre médium brésilien.
- Cloud Atlas : Une scène évoque la vie après la mort et le paradis. La réincarnation est aussi l'un des enjeux primordiaux du film.
- Enter the Void : Au Japon, les errances d'Oscar, assassiné mais engagé à respecter la promesse faite à sa sœur.
- Et si c'était vrai... : Dans cette comédie, David, un jeune veuf, achète un appartement toujours occupé par le fantôme de la propriétaire précédente.
- Ghost : Après sa mort, Sam cherche les raisons de son propre assassinat et tente de protéger sa fiancée.
- L'Expérience interdite : Des étudiants se font mourir et réanimer sous assistance médicale pour découvrir ce qui se passe après la mort.
- La Voix des morts : La vie de Jonathan est bouleversée par les messages enregistrés venant de son épouse décédée.
- Le Fantôme de Canterville : Dans cette comédie, Sir Simon de Canterville est condamné à hanter son château après sa mort.
- Les Autres : Grace est engagée comme gouvernante dans une maison marquée par un terrible évènement et hantée par les victimes.
- Le Secret de Charlie : Charlie n'arrive pas à avoir une vie normale en raison de son attachement à son frère décédé, avec qui il communique.
- Les Passagers : Claire Summers, psychologue, aide les survivants d'un crash aérien dont certains s'avèrent être les esprits des passagers décédés.
- Lovely Bones : Susie est assassinée par son voisin et continue à suivre la vie de sa famille.
- Oncle Boonmee, celui qui se souvient de ses vies antérieures.
- Ne vous retournez pas : Un couple dont la fille s'est noyée reçoit d'elle des messages d'avertissement lors d'un voyage à Venise.
- Nosso Lar (ou Astral City: A Spiritual Journey) : Adaptation du livre éponyme du médium spirite Francisco Candido Xavier retraçant la vie posthume d'un médecin nommé André Luiz.
- Restless : Ce film traite de la vie amoureuse de deux adolescents fascinés par la mort.
- Shutter : Un photographe essaie de comprendre pourquoi le fantôme d'une femme apparaît sur ses clichés.
- Sixième Sens : Un psychiatre pour enfant essaie d'aider Cole qui prétend voir les morts.
- The Eye : Après une opération des yeux qui lui redonne la vue, Mun réalise qu'elle distingue maintenant les esprits des défunts.
- Unborn : Casey est gravement perturbée par l'esprit de son frère jumeau décédé au moment de leur naissance.
- Star Wars : Les personnages principaux sont confrontés à la mort de leurs proches et à l'action de ces défunts dans les événements majeurs[66]. Dans cette saga, George Lucas oppose la vision des Sith à celle des Jedi. Les Sith promettent une victoire sur la mort et un prolongement éternel de la vie physique. Les Jedi acceptent la mort comme un fait naturel, mais développent des méthodes de communication avec les Jedi défunts.

### Télévision
- Afterlife
- Dead Like Me
- Ghost Whisperer
- Médium
- Charmed
- Supernatural
- The Good Place
- Hotel del Luna

### Sculpture et peinture
- Le Jugement dernier (Michel-Ange)
- Plusieurs tableaux de Jérôme Bosch sont des représentations de la vie après la mort.

### Romans
- Les cinq personnes que j'ai rencontrées là-haut de Mitch Albom.
- Une vie ailleurs de Gabrielle Zevin.
- Les Thanatonautes et L'Empire des anges de Bernard Werber.
- La Nostalgie de l'ange d'Alice Sebold.
- Et si c'était vrai... de Marc Levy.
- Le Fantôme de Canterville d'Oscar Wilde.
- Le Miroir d'ambre de Philip Pullman.
- Le Vagabond des étoiles de Jack London.
- Au-delà de nos rêves de Richard Matheson.
- Lettre d'une âme damnée, vision mystique d'une amie décédée.

### Ouvrages
- Thomas C. Durand, La vie après la mort ? Une approche rationnelle, Sophia Antipolis, book-e-book, coll. « Une chandelle dans les ténèbres », octobre 2016, 70 p., 14 cm x 21 cm (ISBN 978-2-37246-024-8, lire en ligne)
- Michel Hulin, La Face cachée du temps : l'imaginaire de l'au-delà, Fayard, 1985.

#### Dans l'histoire
- Christian Jacq, Le voyage dans l'autre monde selon l'Égypte ancienne, Monaco, Éditions du Rocher, 1986.
- Erwin Rohde, Psyché. Le culte de l'âme chez les Grecs et leur croyance en l'immortalité (1890-1894), trad., Payot, 1953.

#### Dans la religion
- Narada Thera, La Doctrine Bouddhique de la Re-naissance, Maisonneuve, 1979

### Articles
- La vie après la mort, dossier thématique, Le Monde des religions n°40, mars 2010.
- Pierre A. Riffard, Comment se pose rationnellement la question de la vie après la mort ?, Thanatologie, no 87-88, nov. 1991.
- Thomas C. Durand, Qu’y a-t-il à penser dans l’au-delà ?, Science et pseudo-sciences n°322 - octobre 2017